# Jardines Montoso

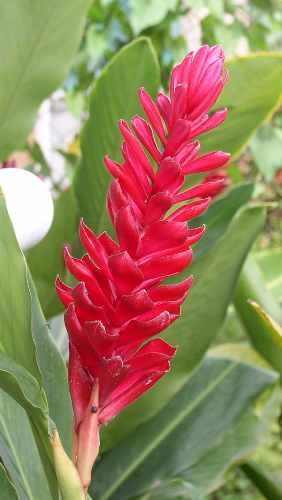
Alpinia purpurata una de las plantas del Jardín Montoso.

Los Jardines Montoso (en inglés: Montoso Gardens) es una granja y viveros dedicados al cultivo de plantas para consumo local y exportación, en el que hay un jardín botánico y reserva de naturaleza, de unos de 90 acres (65 hectáreas) de extensión, de propiedad privada, en la región de Maricao, en Puerto Rico. Su código de reconocimiento internacional como institución botánica, así como las siglas de su herbario es MGMPR.

## Localización
Este jardín botánico se ubica en la vertiente sur de la montaña Pico Montoso, a 1500 pies (457 m) altitud en el corazón de la abrupta región cafetera en Maricao, junto al "Bosque Estatal de Maricao" de 5000 acres y con 23 especies de plantas endémicas de las 128 existentes en Puerto Rico. 
Montoso Gardens, Hwy 120 km 18.9, Box 692, Maricao, Puerto Rico, 00606 EE. UU.18°7′21.85″N 66°58′28.64″O / 18.1227361, -66.9746222
Se cobra una entrada donativo, para el mantenimiento de las instalaciones.

## Historia
El anterior propietario el horticultor Dr. Frank Martin, ya había iniciado una colección botánica, y numerosos ejemplares de plantas y árboles proceden de este núcleo inicial.
Los actuales propietarios han estado añadiendo especies de plantas desde el año 1987, hasta nuestros días.

## Colecciones
En el jardín botánico exhibe la flora tropical en toda su exuberancia y variedad. Una de sus misiones primordiales de los Jardines Montoso  es la conservación de las diversas especies de plantas tropicales.  Actualmente en las colecciones de plantas hay más de 1800 accesiones, representando especies y cultivares,  con 600 taxones cultivados:
- Especies endémicas de la zona,
- Árboles frutales; Litchi chinensis, Canarium ovatum, Garcinia mangostana,
- Especies ornamentales ,
- Especias, Piper nigrum, Durio zibethinus, Cinnamomum zeylanicum,

## Actividades
En este centro se realizan las siguientes actividades:
- Programas de conservación
- Programa de plantas medicinales
- Conservación "Ex Situ"
- Conservación de Ecosistemas
- Educación
- Etnobotánica
- Exploración
- Horticultura
- Polinización Biológica
- Restauración Ecológica
- Sostenibilidad
- Agricultura